# Bezirk Cottbus
Het Bezirk Cottbus was een van de 14 Bezirke (districten) van de Duitse Democratische Republiek (DDR). Het district Cottbus kwam tot stand bij de wet van 23 juli 1952 na de afschaffing van de deelstaten.
Na de hereniging met de Bondsrepubliek in 1990 werd het district Cottbus opgeheven en werd het verdeeld over de deelstaten Brandenburg (deelstaat), Saksen (deelstaat) en Saksen-Anhalt.
Bezirke: Cottbus · Dresden · Erfurt · Frankfurt · Gera · Halle · Karl-Marx-Stadt · Leipzig · Magdeburg · Neubrandenburg · Potsdam · Rostock · Schwerin · Suhl

Overig gebied: Oost-Berlijn